# Никмепа I
Никмепа I (Никми-эпух) — царь Ямхада, правил приблизительно в 1700 — 1675 годах до н. э. Сын Ярим-Лима II.

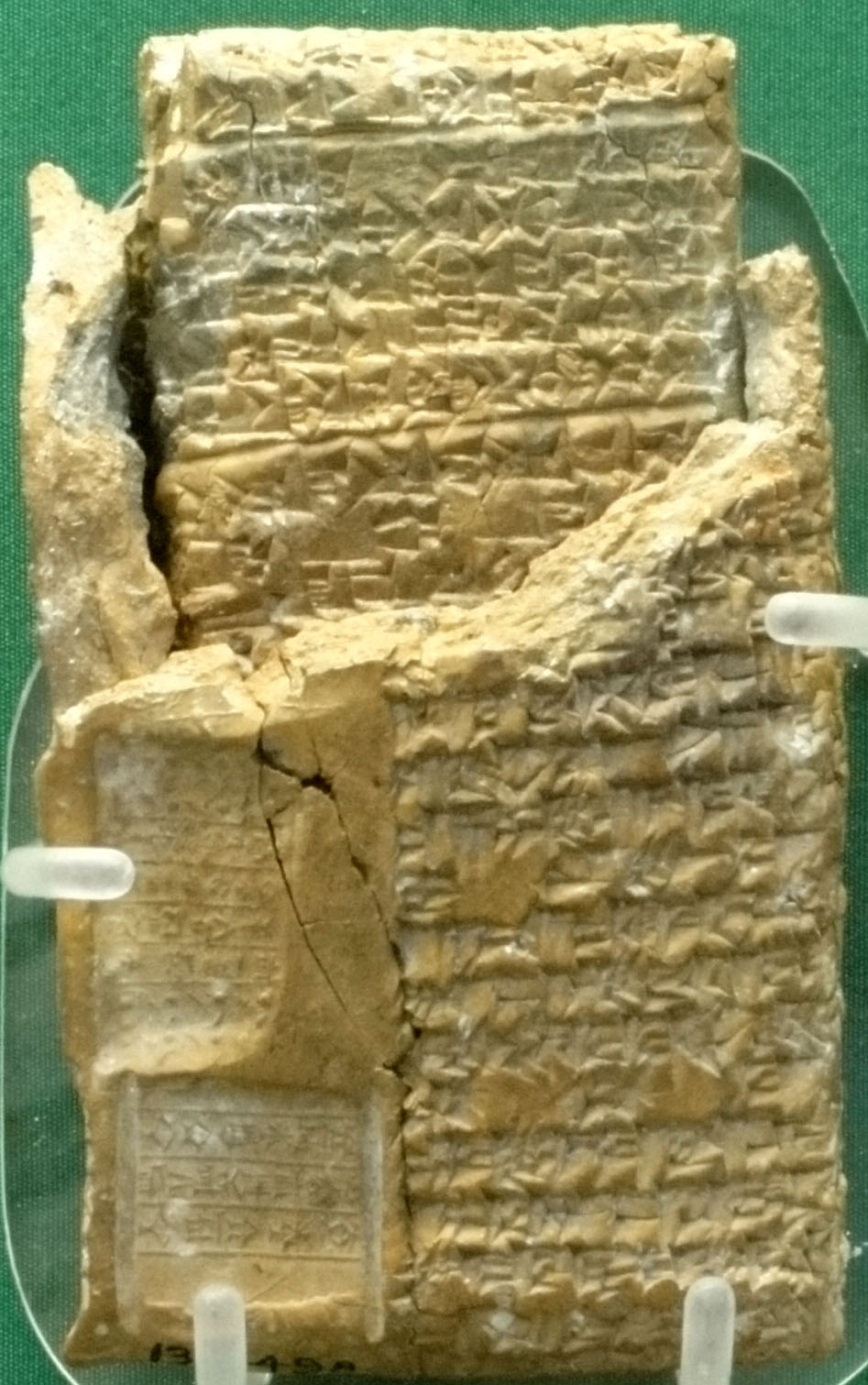

Существование Никмепы I подтверждается табличками с его печатью найденными в ходе археологических раскопок в Алалахе. Ярим-Лим, царь Алалаха, дядя Ярим-Лима II (если это не одно и то же лицо) и вассал Ямхада, умер во время правления Никмепы I и ему наследовал его сын Аммитакум, который начал проводить политику на обретение Алалахом независимости.
Таблички упоминают приношение Никмепой вотивных даров, которые он посвятил богу Хададу в его храме, а также сообщают о его возвращении из Нишина, места не известного ранее, но находящегося, вероятно, в пределах территории Ямхада, поскольку табличка предполагает наличие путешествия, а не военную кампанию.
Самым важным деянием Никмепы было, как кажется, завоевание им города Аразика, расположенного на Евфрате, близ Каркемиша. Падение этого города привело к возбуждению нескольких судебных дел, благодаря которым и стало известно.
Никмепа I умер около 1675 г. до н.э., оставив несколько сыновей, в том числе Иркабтума, наследовавшего престол, князя Абба-Эля и, возможно, Ярым-Лима III. Хаммурапи III последний царь до хеттского завоевания, возможно, также был его сыном.